# Сафета Обходяш
Сафета Обходяш (на сръбски: Safeta Obhodjaš) е босненска (Република Сръбска) писателка и драматург.

## Биография и творчество
Сафета Обходяш е родена през 1951 г. в Пале, Босна и Херцеговина, Югославия, в семейството на босненски мюсюлманин. Израства и завършва основното си образование в родния си град. След това учи и работи в Сараево.
Започва да пише и да публикува от 1980 г. В периода 1980 – 1985 г. публикува разкази и има няколко радиодрами в Радио Сараево, Загреб, и Белград. За своите радиодрами и разкази получава няколко награди, включително наградата „Зижо Диздаревич“ на състезанието във Фойница от 1987 г. за разказа „Австралийска чинка“.
В творби си представя съвременните жени от Босна, с всичките им сблъсъци между модерността и традицията, в патриархалното общество, чиито конфликти на култури и религии са пренебрегнати или прикрити от комунистически диктатори.
Първата ѝ книга, сборникът с разкази „Жена и тајна“ (Жена и тайна), е издаден през 1987 г., в който представя своето много критично женско перо.
В началото на войната през 1992 г., тя бяга със семейството си от родния си град заради репресиите на сръбските националисти и етническото прочистване. Оттогава живее и работи във Вупертал, Германия, където продължава литературната си дейност като двуезична, на босненски език и на немски език.
В своята проза тя е изправена пред предизвикателствата на съвременността. Тя се занимава особено с проблема с жените в това културно и религиозно сложно общество, но винаги поема ролята на неутрален наблюдател на събитията и човешките съдби и говори за тях с много хумор и ирония.
Освен като литератор, тя е и общественик, като се ангажира с подобряване на възможностите за по-добро образование на мигрантите мюсюлмани в Германия, което да помогне за тяхната собствена интеграция. Поема и ангажимент да представя босненската култура на германската публика. Тя е гост на бошняшки културни институции в Германия и Америка за лекции и четения на бошняшки език.
В подкрепа на литературната си работа и ангажираността си с по-добро разбиране на културите, тя получава няколко стипендии от германски институции: Щутгартската стипендия за писатели, на Министерството на културата и спорта на германската провинция Северен Рейн-Вестфалия и стипендията на Фондация „Кюнстлердорф Шьопинг“.
Сафета Обходяш живее със семейството си във Вупертал.

## Произведения
- Жена и тајна (1987) – разкази, на немски през 1996
- Hana (1995) – роман, на немски
- Scheherazade im Winterland (1998) – на немски / Šeherzade u zemlji dugih zima (1999) – на босненски
- Legenden und Staub / Legende i prašina (2001) – документална книга със Саргон Булус
- Džammilas Vorbild (2002) – пиеса, на немски
- In dem Wartezimmer der Vertriebenen (2002) – пиеса, на босненски
- Trbušna plesačica / Bauchtänzerin (2006) – на босненски и немски
- Eine Reise nach Afghanistan (2008) – роман, на немски
- Frauen aus der Karawane Sinais (2009) – разкази, на немски
- Ketten reißen nie von selbst (2009) – пиеса, на немски
- Was für ein Erbe werden wir unseren Nachkommen hinterlassen? (2010) – есе за жените, законът и цялостното покритие на лицето и тялото, правен наръчник за жени и служители по въпросите на равенството
- Žena i kalem (2010) – есе за жените в устната литература на Босна
- Ein Teufelskreis aus Passivität und Rivalität (2011) – есе за за жените в Босна и Херцеговина, 15 години след войната, правен наръчник за жени и служители по равнопоставеността